# US F1 Team
US F1 Team var ett försök att starta ett amerikanskt formel 1-stall, med inriktning att debutera säsongen 2010. 
Projektet, som leddes av F1-veteranerna Peter Windsor och Ken Anderson, var baserat i Charlotte, North Carolina och hade en europeisk anläggning i Alcaniz, Spanien. José María López skulle vara en av stallets förare under 2010. 
Stallets ambition var att visa att amerikansk teknik, amerikanska förare och amerikansk tävlingsanda kan tävla och vinna i Formel 1.
Stallet blev aldrig färdiga med sina bilar till säsongen 2010 och de fick heller inte, som de hade velat, stå över de fyra första tävlingarna för FIA. Istället sköt man upp starten till 2011, något som även det misslyckades.
FIA uteslöt stallet från alla vidare förberedelser och förbjöd ägarna att någonsin tävla vid något som helst arrangemang anordnat av FIA i framtiden.